# Skorpionswanzen

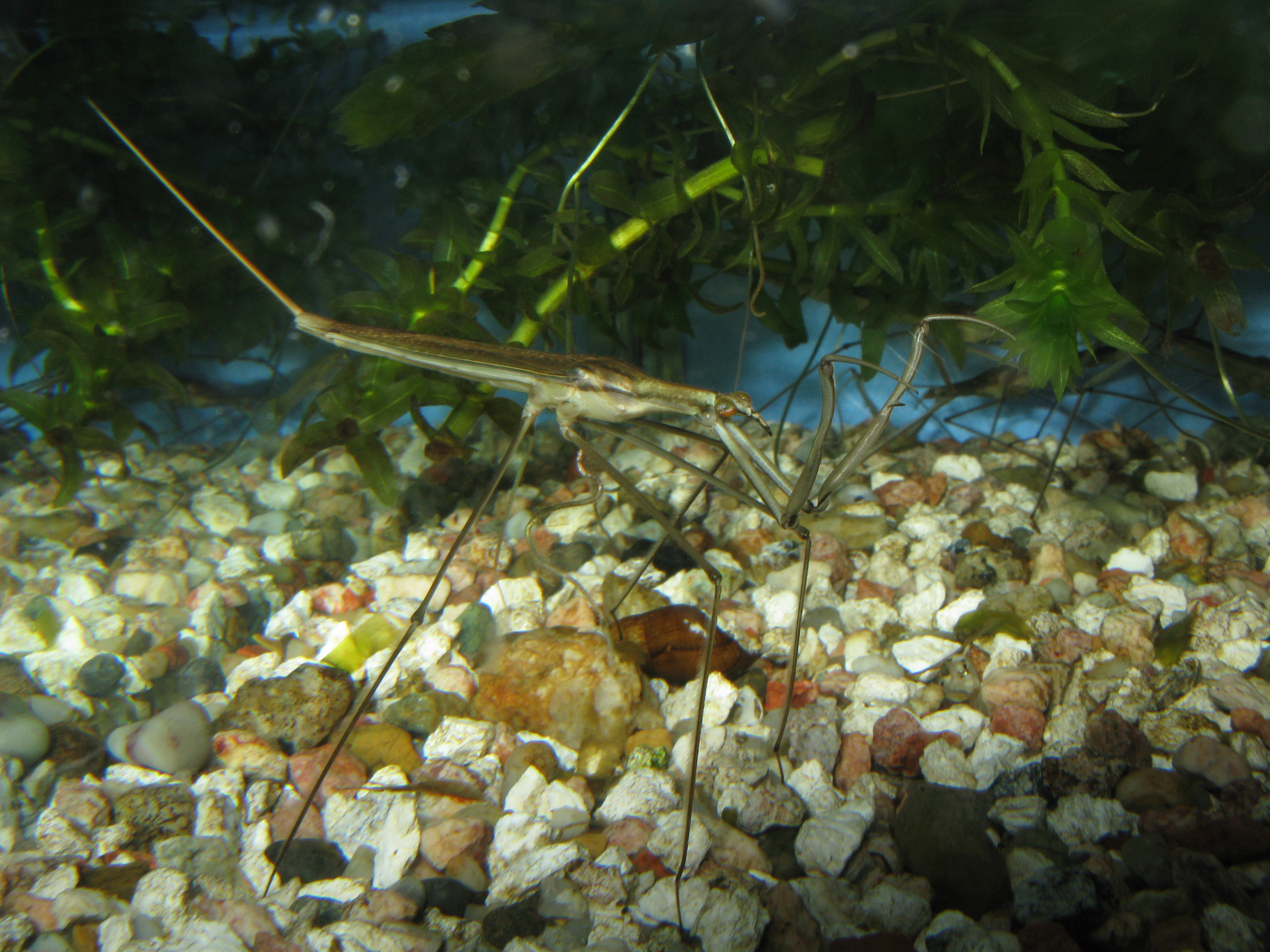
Ranatra chinensis

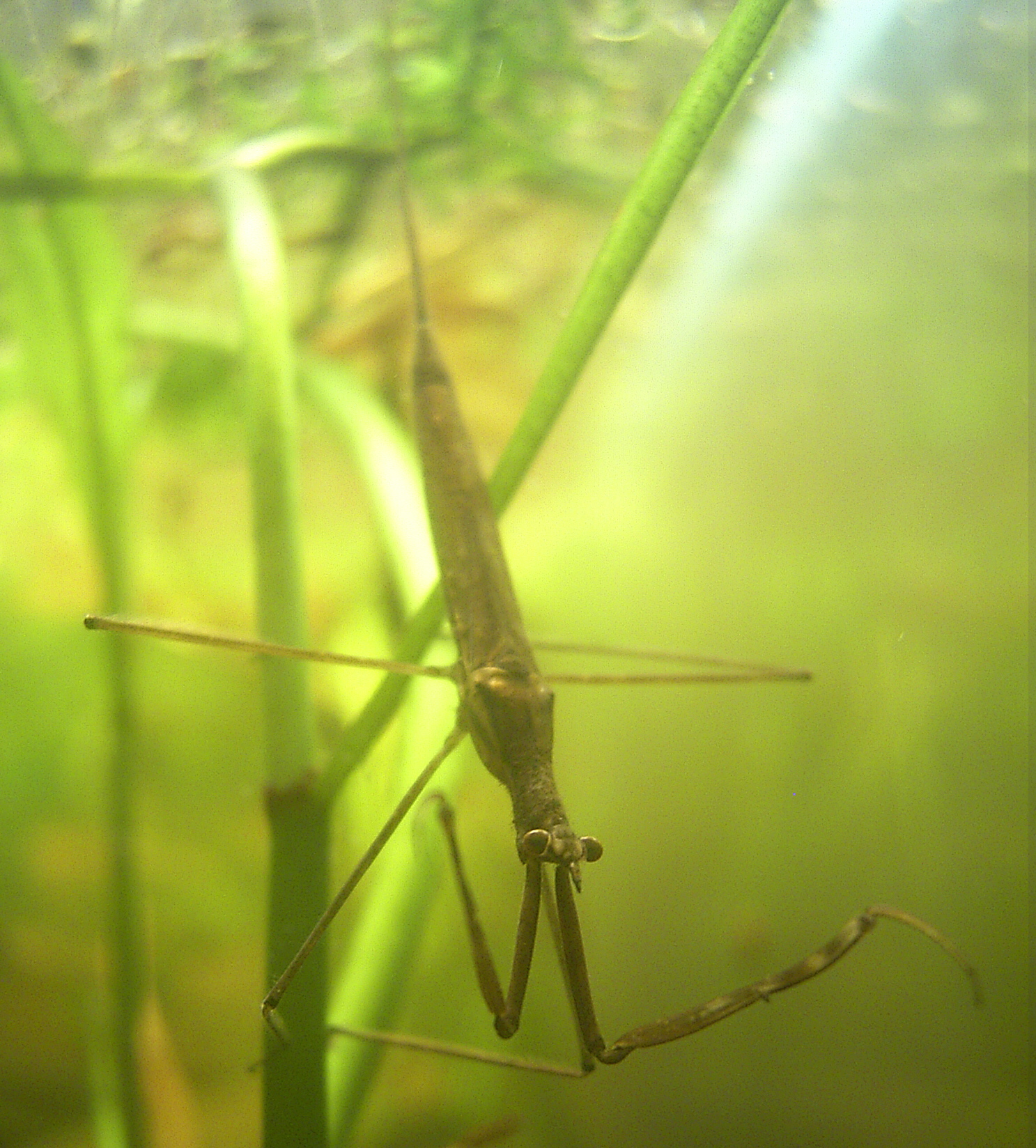
Stabwanze (Ranatra linearis)

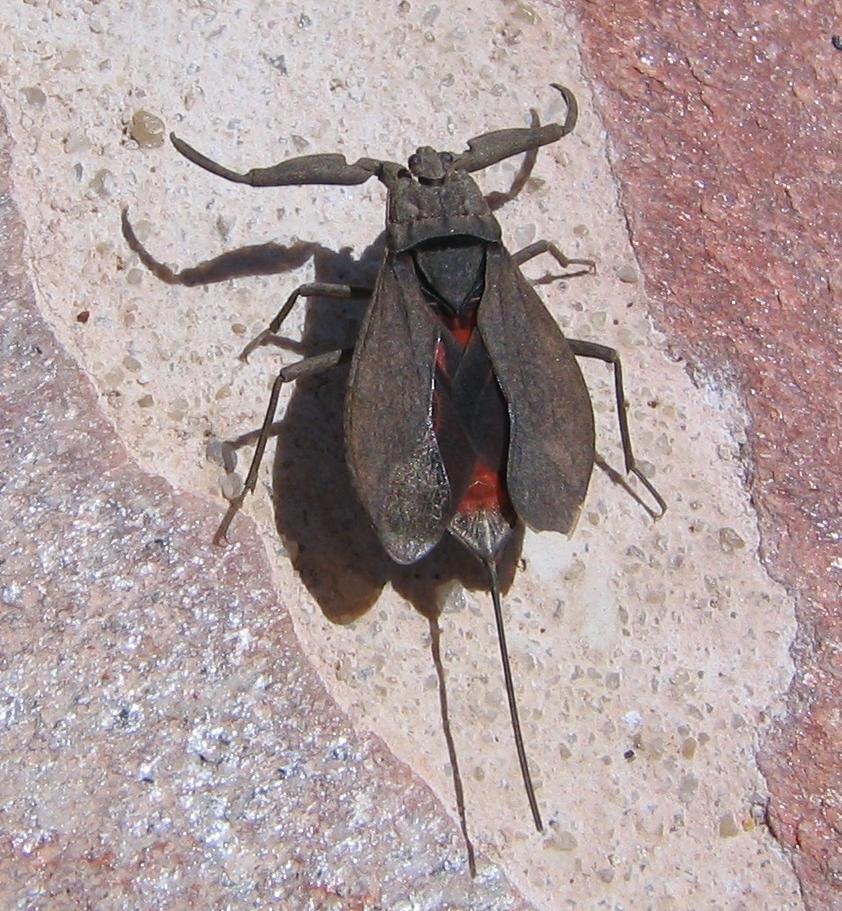
Wasserskorpion an Land mit geöffneten Flügeln

Skorpionswanzen (Nepidae) sind eine Familie der Wanzen (Heteroptera) innerhalb der Teilordnung der Wasserwanzen (Nepomorpha). Sie umfasst 14 Gattungen und 268 Arten. In Europa sind fünf Arten vertreten, von denen zwei auch in Mitteleuropa auftreten.

## Merkmale
Die mittelgroßen bis großen Wanzen werden 15 bis 45 Millimeter lang. Ihr Körper variiert von abgeflacht und eiförmig bis walzenförmig mit parallelen Seitenrändern. In der Regel sind die Tiere matt braun gefärbt.
Ihr kleiner Kopf ist in der Regel in das Pronotum eingesetzt. Die Facettenaugen sind im Vergleich zu den übrigen Vertretern der Wasserwanzen klein und über den Vorderrand des Pronotums hervortretend. Punktaugen (Ocelli) sind keine ausgebildet. Die kurzen, dreigliedrigen Fühler sind ventral unterhalb der Facettenaugen eingelenkt und von oben nicht sichtbar. Das zweite und manchmal auch das dritte Fühlerglied kann fingerförmige Fortsätze tragen. Das ebenso dreigliedrige und kurze Labium ist häufig bogenförmig. Das Pronotum ist annähernd viereckig und Hinter-, wie Vorderrand sind häufig eingebuchtet. Das dreieckige Schildchen (Scutellum) ist groß. Die Vorderflügel haben einen großen Clavus und eine Membrane mit schwach ausgeprägter Flügeladerung, aber vielen Zellen. Die Beine sind lang und schlank und schlecht an das Schwimmen angepasst. Die Vorderbeine sind zu Fangbeinen modifiziert, ihre Schenkel (Femora) sind stark verdickt und haben ventral eine Furche, in die die Schienen (Tibien) aufgenommen werden. Alle Tarsen sind eingliedrig. Bei den Imagines sind keine Duftdrüsen auf dem Metathorax ausgebildet, den Nymphen fehlen sie am Hinterleib. Bei den Imagines sind die Sternite des Hinterleibs längs geteilt. Die Subgenitalplatte ist breit. Die Wanzen tragen an der Hinterleibsspitze ein langes, schlankes Atemrohr, das gleich lang, oder sogar länger als der restliche Körper der Tiere sein kann. Die Genitalien der Männchen sind durch eine kurze Conjuctiva und ein steifes Endosoma charakterisiert.
Die Eier haben, einzigartig bei den Wanzen, zwei bis 26 Atemröhren am vorderen Pol.

## Verbreitung und Lebensraum
Die Familie ist weltweit verbreitet und hat ihr Hauptverbreitungsgebiet in den Tropen. Die meisten Skorpionswanzen besiedeln stehende Gewässer. Die der Gattung Ranatra halten sich in der Regel zwischen Pflanzenteilen oder Unterwasserpflanzen auf. Die Arten der Gattungen Nepa und Curicta findet man in flachen, schlammigen Lacken oder langsam fließenden Fließgewässern mit wenig Vegetation. Arten der Gattung Goodnomdanepa wurden bisher unter Steinen von seichten Fließgewässern gefunden.

## Lebensweise
Skorpionswanzen ernähren sich räuberisch als Lauerjäger. Ihre Beute umfasst Kaulquappen, Jungfische, Bachflohkrebse, Wasserasseln, Wasserflöhe, Insektenlarven und verschiedene anderen Wirbellose. Anders als die anderen Vertreter der Wasserwanzen atmen die Skorpionswanzen mit Hilfe ihres Atemrohrs, das sie über die Wasseroberfläche in die Luft strecken. Die Wanzen bewegen sich meist nur langsam laufend am Grund der Gewässer oder klettern auf Wasserpflanzen.

## Taxonomie und Systematik
Pierre André Latreille erhob 1802 die durch Carl von Linné erstbeschriebene Gattung Nepa als Nepariae in den Familienrang. Menke & Strange führten 1964 eine Revision der Familie oberhalb der Gattungsebene durch und teilten die Familie in die beiden Unterfamilien Ranatrinae und Nepinae, wie dies auch aus heutiger Sicht gültig betrachtet wird. Die Erhebung dieser beiden Unterfamilien zu eigenständigen Familien durch De Carlo im Jahr 1967 wurde 1979 von Menke wieder verworfen. Nach Štys & Jansson (1988), deren Klassifikation auch heute noch gefolgt wird, stellen sich die Subtaxa der Familie wie folgt dar:
- Unterfamilie Nepinae
  - Tribus Curictini
    - Gattung Curicta (Neue Welt)

  - Tribus Nepini (9 Gattungen; westliche Hemisphäre)

- Unterfamilie Ranatrinae
  - Tribus Austronepini
    - Gattung Austronepa (Australien)

  - Tribus Goodnomdanepini
    - Gattung Goodnomdanepa (Australien)

  - Tribus Ranatrini
    - Gattung Cercotmetus (Orientalis, Australasien)
    - Gattung Ranatra (weltweit)

In Europa sind folgende Arten verbreitet:
- Nepa anophthalma Decu, Gruia, Keffer & Sarbu, 1994
- Wasserskorpion (Nepa cinerea) Linnaeus, 1758
- Nepa sardiniensis Hungerford, 1928
- Stabwanze (Ranatra linearis) (Linnaeus, 1758)
- Ranatra unicolor Scott, 1874

## Belege